# Ypthima gellia
Ypthima gellia är en fjärilsart som beskrevs av Hans Fruhstorfer 1911. Ypthima gellia ingår i släktet Ypthima och familjen praktfjärilar. Inga underarter finns listade i Catalogue of Life.